# Nuoto ai campionati europei di nuoto 2022 - 200 metri misti maschili
La gara dei 200 metri misti maschili dei campionati europei di nuoto 2022 si è svolta il 16 e il 17 agosto 2022. Al mattino del 16 agosto si sono svolte le batterie e nel pomeriggio le semifinali, mentre la finale si è disputata nel pomeriggio del 17 agosto.

## Podio
| Pos.    | Atleta           | Nazione    |
| ------- | ---------------- | ---------- |
| Oro     | Hubert Kós       | Ungheria   |
| Argento | Alberto Razzetti | Italia     |
| Bronzo  | Gabriel Lopes    | Portogallo |

## Record
Prima della manifestazione il record del mondo (RM), il record europeo (EU) e il record dei campionati (RC) erano i seguenti.
|  | 1'54"00 | Ryan Lochte | 24 luglio 2011 Shanghai |
|  | 1'55"18 | László Cseh | 29 luglio 2009 Roma     |
|  | 1'56"66 | László Cseh | 23 maggio 2012 Debrecen |

Durante la competizione non sono stati migliorati record.

## Risultati

### Batterie
| Pos. | Batteria | Corsia | Atleta                | Nazionalità   | Tempo       | Note |
| ---- | -------- | ------ | --------------------- | ------------- | ----------- | ---- |
| 1    | 3        | 3      | Gabriel Lopes         | Portogallo    | 1'58"94     | Q    |
| 2    | 2        | 6      | Carles Coll           | Spagna        | 2'00"56     | Q    |
| 3    | 1        | 6      | Vadym Naumenko        | Ucraina       | 2'00"60     | Q    |
| 4    | 1        | 4      | Hubert Kós            | Ungheria      | 2'00"65     | Q    |
| 5    | 1        | 5      | Andreas Vazaios       | Grecia        | 2'01"03     | Q    |
| 6    | 2        | 5      | Ron Polonsky          | Israele       | 2'01"05     | Q    |
| 7    | 1        | 3      | Enzo Tesic            | Francia       | 2'01"28     | Q    |
| 8    | 3        | 4      | Jérémy Desplanches    | Svizzera      | 2'01"47     | Q    |
| 9    | 2        | 2      | Eitan Ben Shitrit     | Israele       | 2'01"55     | Q    |
| 10   | 1        | 2      | Daniil Giourtzidis    | Grecia        | 2'01"69     | Q    |
| 11   | 1        | 1      | Anže Ferš Eržen       | Slovenia      | 2'01"98     | Q    |
| 12   | 3        | 5      | Alberto Razzetti      | Italia        | 2'02"16     | Q    |
| 13   | 3        | 6      | Pier Andrea Matteazzi | Italia        | 2'02"66     | Q    |
| 14   | 3        | 2      | Émilien Mattenet      | Francia       | 2'04"24     | Q    |
| 15   | 3        | 7      | William Lulek         | Svezia        | 2'04"29     | Q    |
| 16   | 2        | 7      | Richard Nagy          | Slovacchia    | 2'04"51     | Q    |
| 17   | 1        | 7      | Emil Hassling         | Svezia        | 2'05"71     |      |
| 18   | 3        | 1      | Eoin Corby            | Irlanda       | 2'05"78     |      |
| 19   | 2        | 1      | Luka Mladenovic       | Austria       | 2'06"00     |      |
| 20   | 2        | 8      | Marius Toscan         | Svizzera      | 2'06"03     |      |
| 21   | 1        | 8      | Ronens Kermans        | Lettonia      | 2'06"63     |      |
| 22   | 3        | 0      | Liam Custer           | Irlanda       | 2'06"66     |      |
| 23   | 2        | 0      | Mihai Gergely         | Romania       | 2'06"73     |      |
| 24   | 3        | 9      | Zhulian Lavdaniti     | Albania       | 2'09"05     |      |
| 25   | 1        | 0      | Thomas Wareing        | Malta         | 2'09"40     |      |
| 26   | 3        | 8      | Jan Zubik             | Polonia       | 2'09"85     |      |
| 27   | 2        | 9      | Endi Kola             | Albania       | 2'19"69     |      |
| DNS  | 2        | 3      | Bernhard Reitshammer  | Austria       | Non partito |      |
| DNS  | 2        | 4      | Tom Dean              | Gran Bretagna | Non partito |      |

### Semifinali

#### Semifinale 1
| Pos. | Corsia | Atleta             | Nazionalità | Tempo   | Note |
| ---- | ------ | ------------------ | ----------- | ------- | ---- |
| 1    | 5      | Hubert Kós         | Ungheria    | 1'59"38 | Q    |
| 2    | 7      | Alberto Razzetti   | Italia      | 1'59"52 | Q    |
| 2    | 3      | Ron Polonsky       | Israele     | 1'59"52 | Q    |
| 4    | 6      | Jérémy Desplanches | Svizzera    | 1'59"53 | Q    |
| 5    | 4      | Carles Coll        | Francia     | 1'59"66 | Q    |
| 6    | 2      | Daniil Giourtzidis | Grecia      | 2'01"13 |      |
| 7    | 1      | Émilien Mattenet   | Francia     | 2'02"00 |      |
| 8    | 8      | Richard Nagy       | Slovacchia  | 2'04"19 |      |

#### Semifinale 2
| Pos. | Corsia | Atleta                | Nazionalità | Tempo   | Note |
| ---- | ------ | --------------------- | ----------- | ------- | ---- |
| 1    | 4      | Gabriel Lopes         | Portogallo  | 1'58"77 | Q    |
| 2    | 3      | Andreas Vazaios       | Grecia      | 1'59"77 | Q    |
| 3    | 5      | Vadym Naumenko        | Ucraina     | 2'00"48 | Q    |
| 4    | 1      | Pier Andrea Matteazzi | Italia      | 2'00"73 |      |
| 5    | 2      | Eitan Ben Shitrit     | Israele     | 2'01"00 |      |
| 6    | 6      | Enzo Tesic            | Francia     | 2'01"83 |      |
| 7    | 7      | Anže Ferš Eržen       | Slovenia    | 2'03"07 |      |
| 8    | 8      | William Lulek         | Svezia      | 2'03"21 |      |

### Finale
| Pos. | Corsia | Atleta             | Nazionalità | Tempo   | Note |
| ---- | ------ | ------------------ | ----------- | ------- | ---- |
|      | 5      | Hubert Kós         | Ungheria    | 1'57"72 |      |
|      | 3      | Alberto Razzetti   | Italia      | 1'57"82 |      |
|      | 4      | Gabriel Lopes      | Portogallo  | 1'58"34 |      |
| 4    | 2      | Jérémy Desplanches | Svizzera    | 1'58"89 |      |
| 5    | 6      | Ron Polonsky       | Israele     | 1'59"24 |      |
| 6    | 1      | Andreas Vazaios    | Grecia      | 1'59"55 |      |
| 7    | 7      | Carles Coll        | Spagna      | 1'59"96 |      |
| 8    | 8      | Vadym Naumenko     | Ucraina     | 2'01"61 |      |